# Univerzitet Pjera i Marije Kiri
Univerzitet Pjera i Marije Kiri (fr. Université Pierre-et-Marie-Curie), pod nazivom UPMC od 2007. do 2017. godine, poznat i kao Pariz 6, bio je javni istraživački univerzitet u Parizu u Francuskoj od 1971. do 2017. Univerzitet se nalazio u kampusu Žusje u Latinskoj četvrti 5. okruga Pariza, Francuska.
On je smatran najboljim univerzitetom u Francuskoj u poljima medicine i zdravstva u 2018. godini. UPMC se spojio sa Univerzitetom Pariz-Sorbona u novi kombinovani Univerzitet Sorbona.

## Istorija
Pariz VI je bio jedan od naslednika Naučnog fakulteta Univerziteta u Parizu, koji je 1970. godine bio podeljen na nekoliko univerziteta nakon studentskih protesta u maju 1968. Godine 1971, pet fakulteta bivšeg Univerziteta u Parizu (Pariz VI kao Prirodno-matematički fakultet) bili su podeljeni, a zatim su Forovim zakonom preoblikovani u trinaest univerziteta. Kampus Pariz VI izgrađen je pedesetih i šezdesetih godina 20. veka na mestu koje su prethodno zauzimala vinska skladišta. Dekan, Mark Zamanski, video je kampus Žusju kao opipljiv simbol naučne misli u srcu Pariza, sa Prirodno-matematičkim fakultetom, smeštenim u Latinskoj četvrti, kao deo intelektualnog i duhovnog kontinuuma povezanog sa univerzitetskom istorijom Pariza. Paris 6 je delio kampus Žusju sa Univerzitetom Paris 7 (Univerzitet Paris Diderot) i Pariskim geofizičkim institutom (Institut de Physique du Globe).
Univerzitet Pariz VI je 1974. godine prihvatio naziv Univerzitet Pjera i Marije Kiri, po fizičarima Pjeru i Mariji Kiri. Godine 2006, Univerzitet Pjera i Marije Kiri je sklopio partnerstvo sa vladom Ujedinjenih Arapskih Emirata radi stvaranja Univerziteta Pariz-Sorbona Abu Dabi, ustanove u Abu Dabiju. Godine 2007, univerzitet je skratio svoje ime na UPMC. Godine 2008, univerzitet se pridružio udruženju Pariskih univerziteta, promenivši svoj logo u skladu s tim i dodavši naziv udruženja nakon svog.
UPMC je bio veliki naučni i medicinski kompleks u Francuskoj, aktivan u mnogim poljima istraživanja sa obimom i dostignućima na visokom nivou. Nekoliko univerzitetskih rang listi redovno je stavljalo UPMC na 1. mesto u Francuskoj, i rangiran je kao jedan od najboljih univerziteta na svetu. ARVU je 2014. rangirao UPMC kao 1. u Francuskoj, 6. u Evropi i 35. u svetu, a takođe i 4. u oblasti matematike, 25. u oblasti fizike, 14. u oblasti prirodnih nauka i 32. u oblasti inženjerstva, tehnologije i računare nauke.
UPMC je imao više od 125 laboratorija, većinu njih u saradnji sa Nacionalnim centrom za naučna istraživanja (CNRS). Neki od njegovih najzapaženijih instituta i laboratorija uključuju Institut Anri Poenkare, Institut astrofizike u Parizu, Laboratoriju informatike u Parizu 6 (LIP6), Institut matematike de Žusje (zajednički sa Univerzitetom Pariz-Diderot) i Laboratorija Kastler-Brosel (koju deli sa Višom normalnom školom).
Medicinski fakultet Univerziteta Pjer i Marija Kiri smešten je u dve nastavne bolnice, bolnici Piti-Salpetrijer i bolnici San-Antvan (potonja je naslednica opatije San-Antvan-des-Šamp).

## Raspuštanje
U 2010. godini stvorena je Grupa univerziteta Sorbona, koja uključuje Univerzitet Panteon-Asas, Univerzitet Pariz-Sorbona, Nacionalni muzej istorije prirode, INSEAD i Univerzitet za tehnologiju u Kompjenju. Ovom prilikom je UPMC logotip ponovo promenjen.
UPMC se spojio sa Univerzitetom Pariz-Sorbona u kombinovani Univerzitet Sorbona 1. januara 2018.

## Literatura
- „Awards and recognition”. Drupal (на језику: енглески). Архивирано из оригинала 09. 07. 2019. г. Приступљено 2019-07-09.
- „Association Sorbonne-Universités”. Association Sorbonne-Universités. Архивирано из оригинала 10. 04. 2021. г. Приступљено 2018-01-01.
- „Décret n° 2017-596 du 21 avril 2017 portant création de l'université Sorbonne-Université”. Journal officiel de la République française. 23. 4. 2017.
- „Loi n°68-978 du 12 novembre 1968 d'orientation de l'enseignement supérieur | Legifrance”.
- „Monuments historiques: Sorbonne (La)” (на језику: french). Merimee Database, French Ministry of Culture. 23. 5. 2018.
- „The Sorbonne today - La Chancellerie des Universités de Paris”. La Chancellerie  des Universités de Paris.
- „Convention de la BIS”. bibliotheque.sorbonne.fr (на језику: француски).
- „ARWU World University Rankings 2020 | Academic Ranking of World Universities 2020 | Top 500 universities | Shanghai Ranking - 2020”. www.shanghairanking.com. Архивирано из оригинала 16. 08. 2018. г. Приступљено 15. 11. 2020.
- „World University Rankings”. www.timeshighereducation.com/.
- „QS World University Rankings 2021”. www.topuniversities.com.
- „Center for World University Rankings 2020-2021”. cwur.org.
- „Sorbonne University Ranking | CWUR World University Rankings 2018-2019”. cwur.org.
- „THE Europe Teaching Rankings 2019: results announced”. Times Higher Education.
- „World Reputation Rankings”. Times Higher Education (THE). 30. 5. 2018.
- „QS World University Rankings 2021”. Top Universities. Приступљено 2018-06-07.
- „QS World University Rankings Arts & Humanities 2013 Results”. Yopuniversities.com. Приступљено 2016-11-13.
- „Cinq universités françaises parmi les plus réputées au monde”. Capital.fr. 2015-03-11. Архивирано из оригинала 20. 11. 2016. г. Приступљено 2016-11-13.
- „Université Paris-Sorbonne (Paris IV) Rankings”. Top Universities. Приступљено 2016-11-13.
- „Best global universities”.
- „World University Rankings – 2013 – France Universities in Top 500 universities – Academic Ranking of World Universities – 2013 – Shanghai Ranking – 2013”. Архивирано из оригинала 25. 05. 2015. г. Приступљено 15. 7. 2015.
- „QS World University Rankings 2013”. Top Universities. Приступљено 15. 7. 2015.
- „URAP - University Ranking by Academic Performance”. www.urapcenter.org. Архивирано из оригинала 07. 12. 2019. г. Приступљено 15. 11. 2020.
- Institutions – UniversityRankings.ch – Results of University Rankings Архивирано 15 јануар 2016 на сајту
- „Les cursus sélectifs des grandes universités parisiennes, les doubles licences”. Éléad.
- „" La Sorbonne, université d’élite et de masse: entretien avec Barthélémy Jobert, président de l’université Paris Sorbonne ", Le Monde.fr”. Архивирано из оригинала 02. 07. 2019. г. Приступљено 15. 11. 2020.
- „Sorbonne Universités célèbre ses docteurs... à l'américaine”. www.letudiant.fr.
- „Presentation of Sorbonne-Université's new academic positions”. Sorbonne University (на језику: француски). Архивирано из оригинала 30. 01. 2015. г.
- „Patrimoine scientifique” (на језику: француски). UPMC. Архивирано из оригинала 27. 02. 2018. г. Приступљено 5. 7. 2016.

## Spoljašnje veze
- „Sorbonne Université Presses”. SUP. 6. 8. 2014.